# مصطفی عبدالستار
مصطفی عبدالستار (عربی: مصطفى عبد الستار؛ زادهٔ ۱۹۹۳) بازیکن فوتبال اهل مصر است.
از باشگاه‌هایی که در آن بازی کرده‌است می‌توان به باشگاه ورزشی زمالک و باشگاه ورزشی اسماعیلی اشاره کرد.